# 월드 사이버 게임즈 2005
월드 사이버 게임즈 2005(World Cyber Games 2005)는 2005년 11월 16일부터 20일까지 싱가포르의 선텍에서 개최된 e스포츠 대회이다. 67개국 800명이 참가하였고, 총 상금은 기존의 40만 달러에서 43만 5,000달러로 증가하였다.
워해머 40,000: 돈 오브 워 종목에서 대한민국의 류경현 (SeleCT) 선수가 첫 우승을 하였다.

## 정식 종목

### PC 게임
- 카운터 스트라이크: 소스
- FIFA 2005
- 니드 포 스피드: 언더그라운드 2
- 스타크래프트: 브루드 워
- 워크래프트 III: 프로즌 쓰론
- 워해머 40,000: 돈 오브 워

### Xbox 360 게임
- 데드 오어 얼라이브 얼티밋
- 헤일로 2

## 기타 종목

### 스페셜 토너먼트 게임
- 프리스타일

### 모바일 토너먼트 게임
- 브루스 리
- Chopper Rescue
- Goolie
- Midtown Madness 3

### 프로모션 이벤트 게임
- 캐롬 3D

## 스폰서
세계적인 스폰서
- 삼성전자

프리미어 스폰서
- 인텔, Razer USA Ltd

공식 스폰서
- 싱가포르 텔레커뮤니케이션, 비디오 프로

공식 공급 업체
- 프로커브, 킹스톤 테크놀로지, 어블렉스, Seagate, ASUS, Foxconn, Cooler Master, VRnet, DVDrama, Radioitg

주관 방송사
- MediaCorp

공식 미디어 파트너
- Gameaxis, HardwareZone, Hardware Magazine, PHOTO-i, PC Magazine

공식 게임 잡지
- Gameaxis, Playworks

공식 파트너
- 블리자드 엔터테인먼트, EA Sports, EA Games, 마이크로소프트, Tecmo, THQ, Valve Corporation, Xbox Live

## 결과
| 종목 및 메달                   | Gold          | Silver        | Bronze      | 4위            |
| 카운터 스트라이크: 소스        | Team3D        | [k23]         | TeamEG      | virtus.pro     |
| FIFA 2005                      | SK_styla      | x4Alexx       | eDuYepp     | [WInDs]Si_Jali |
| 니드 포 스피드: 언더그라운드 2 | GearGG        | N4_Godsmack   | USSR_MrKot  | aTTaX_Sliver   |
| 스타크래프트: 브루드 워        | fOru          | Androide      | Legionnaire | CNSTORM        |
| 워크래프트 III: 프로즌 쓰론    | WE-SKY        | BenQGeiLShort | Grubby      | ToD4K          |
| 워해머 40,000: 돈 오브 워      | SeleCT        | Quanchin      | TmG)InSAnE  | ThE_Android    |
| 데드 오어 얼라이브 얼티밋      | katuninken    | Tetra         | shinobi     | Kaero          |
| 헤일로 2                       | Team3D(OGRES) | Team_EG       | Halo1style  | butterbrot     |

## 순위
| 나라명         | 금메달 | 은메달 | 동메달 |
| -------------- | ------ | ------ | ------ |
| 미국           | 2      | 1      |        |
| 대한민국       | 2      |        | 1      |
| 브라질         | 1      | 2      |        |
| 독일           | 1      |        | 1      |
| 중국           | 1      |        |        |
| 일본           | 1      |        |        |
| 러시아         |        | 2      | 1      |
| 캐나다         |        | 1      | 1      |
| 카자흐스탄     |        | 1      |        |
| 싱가포르       |        | 1      |        |
| 오스트레일리아 |        |        | 1      |
| 프랑스         |        |        | 1      |
| 네덜란드       |        |        | 1      |
| 스페인         |        |        | 1      |